# 大邱庄堂
天津基督教大邱庄堂是天津市基督教“两会”所属的静海县大邱庄教会购买临街门脸房改造成的祈祷场所。大邱庄堂于2009年4月9日正式开放。